# Cleveland Hopkins nemzetközi repülőtér
A Cleveland Hopkins nemzetközi repülőtér (IATA: CLE, ICAO: KCLE) az Amerikai Egyesült Államok egyik nemzetközi repülőtere, amely Cleveland közelében található. Éves utasforgalma 8 695 234 fő (2022).

## Futópályák
A repülőtér futópályái:
- 06L/24R (9000 ft, 150 ft, beton)
- 06R/24L (9956 ft, 150 ft, beton)
- 10/28 (6018 ft, 150 ft)

## Forgalom
Az utasforgalom az elmúlt években az alábbi módon változott:
| Utasok száma | 12 538 674 | 11 875 194 | 11 264 937 | 11 321 050 | 9 715 604 | 9 004 983 | 8 117 899 | 9 140 445 | 4 122 517 | 9 868 868 |
|              | 1998       | 2001       | 2004       | 2006       | 2009      | 2012      | 2015      | 2017      | 2020      | 2023      |

## Légitársaságok és úticélok
2025-ben a Cleveland Hopkins nemzetközi repülőtérről az alábbi járatok indulnak (Utoljára frissítve: 2025-01-4):

### Személy
| Légitársaság       | Célállomások | Források |
| ------------------ | --- | -------- |
| Aer Lingus         | Dublin | [ 1 ]    |
| Air Canada Express | Szezonális: Toronto–Pearson | [ 2 ]    |
| Alaska Airlines    | Seattle/Tacoma | [ 3 ]    |
| American Airlines  | Charlotte, Chicago–O'Hare, Dallas/Fort Worth, Miami Szezonális: Philadelphia, Phoenix–Sky Harbor | [ 4 ]    |
| American Eagle     | Chicago–O'Hare, New York–JFK, New York–LaGuardia, Philadelphia, Washington–National Szezonális: Miami | [ 4 ]    |
| Delta Air Lines    | Atlanta, Minneapolis/St. Paul, Salt Lake City | [ 5 ]    |
| Delta Connection   | Boston, Detroit, New York–JFK, New York–LaGuardia Szezonális: Minneapolis/St. Paul | [ 5 ]    |
| Frontier Airlines  | Atlanta, Austin, Cancún, Dallas/Fort Worth, Denver, Fort Lauderdale, Fort Myers, Las Vegas, Miami, New York–LaGuardia, Orlando, Phoenix–Sky Harbor, Punta Cana, Raleigh/Durham, Salt Lake City, Sarasota, San Juan, Tampa, West Palm Beach | [ 6 ]    |
| JetBlue            | Boston | [ 7 ]    |
| Southwest Airlines | Atlanta (vége 2025. április 7-től), Baltimore, Chicago–Midway, Denver, Las Vegas, Nashville, Orlando, Phoenix–Sky Harbor, St. Louis Szezonális: Fort Myers, Sarasota, Tampa                                                                | [ 9 ]    |
| Spirit Airlines    | Fort Lauderdale, Orlando Szezonális: Myrtle Beach | [ 10 ]   |
| United Airlines    | Cancún, Chicago–O'Hare, Denver, Fort Lauderdale, Fort Myers, Houston–Intercontinental, Los Angeles, Newark, Orlando, San Francisco, Tampa, Washington–Dulles                                                                               |          |
| United Express     | Newark, Washington–Dulles Szezonális: Chicago–O'Hare, Houston–Intercontinental | [ 11 ]   |

### Cargo
| Légitársaság          | Célállomások |
| --------------------- | --- |
| Castle Aviation       | Akron/Canton, Columbus–Rickenbacker, Hamilton (ON)                                                                                 |
| FedEx                 | Columbus–Rickenbacker, Indianapolis, Memphis                                                                                       |
| FedEx Feeder          | Erie |
| United Parcel Service | Chicago/Rockford, Fargo, Greensboro, Louisville Szezonális: Boston, Columbus–Rickenbacker, Hartford, Ontario, Peoria, Philadelphia |